# Georg August Weltz

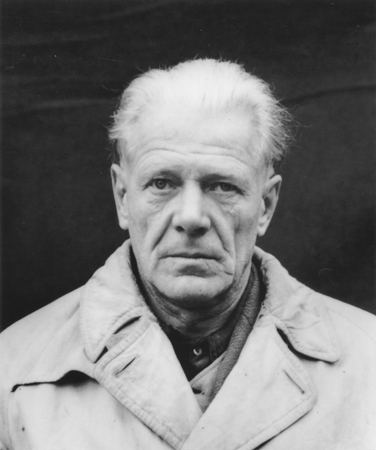
Georg Weltz während der Nürnberger Prozesse

Georg August Weltz (* 16. März 1889 in Ludwigshafen am Rhein; † 22. August 1963 in Icking) war ein deutscher Röntgenologe und Leiter des Münchener Instituts für Luftfahrtmedizin. Beim Nürnberger Ärzteprozess wurde er für seine Beteiligung an Menschenversuchen im KZ Dachau angeklagt, im Jahr 1947 allerdings freigesprochen.

## Leben
Weltz studierte Medizin an den Universitäten Jena, Kiel, Königsberg und München. Nach dem 1913 erfolgten Staatsexamen promovierte er in München. Dort erschien 1916 seine Dissertation mit dem Titel: „Zur Aetiologie der Bauchdeckenfibrome“. Während des Ersten Weltkrieges war Weltz im Sanitätsdienst, zuletzt als Assistenzarzt, eingesetzt. Von 1919 bis 1920 war er als Assistenzarzt an einem Münchner Krankenhaus beschäftigt und von 1921 bis 1936 als Radiologe in München tätig. Ab 1937 war Weltz Mitglied der NSDAP. Im August 1939 wurde er zur Luftwaffe als Oberfeldarzt einberufen.
Weltz war ab 1937 im Beirat der Deutschen Röntgengesellschaft vertreten. Ab 1936 war er Dozent an der Universität München und Chef des Instituts für Luftfahrtmedizin in München, welches ab 1941 als Institut für Luftfahrtmedizin der Luftwaffe firmierte. Im Jahr 1943 wurde er zum außerplanmäßigen Professor für Röntgenphysiologie mit dem Schwerpunkt Luftfahrtmedizin ernannt. Mit Unterbrechungen lehrte er an der Universität München Arbeits-, Sport- und Wehrphysiologie.
Nach Kriegsende wurde Weltz beim Nürnberger Ärzteprozess wegen der Beteiligung an den von der Luftwaffe durchgeführten Höhenversuchen, die vom 22. Februar bis Mitte Mai 1942 im KZ Dachau stattfanden, angeklagt, aber zusammen mit Siegfried Ruff und Hans-Wolfgang Romberg freigesprochen. Weltz wurde 1952 außerplanmäßiger Professor für Röntgenphysiologie an der Universität München, wo er außerdem noch eine Röntgenpraxis betrieb. Ermittlungen der Staatsanwaltschaft des Landgerichts München II gegen Weltz, Ruff und Romberg wurden im Jahr 1959 eingestellt.

## Veröffentlichungen
- Der Röntgenbefund im Rahmen des Gutachtens. In: Reichsärztekammer (Hrsg.): Richtlinien für Schwangerschaftsunterbrechung und Unfruchtbarmachung aus gesundheitlichen Gründen. Bearbeitet von Hans Stadler. J. F. Lehmanns Verlag, München 1936, S. 80–103.